# Berggravrista
Berggravrista ist ein größtenteils vereister Gebirgskamm in der Heimefrontfjella des ostantarktischen Königin-Maud-Lands. Er erstreckt sich zwischen den Bergkesseln Cappelenbotnen und Helland-Hansenbotnen im nördlichen Teil der Sivorgfjella.
Wissenschaftler des Norwegischen Polarinstituts benannten ihn 1967 nach dem norwegischen Bischof Eivind Berggrav (1884–1959),  vor allem bekannt für seine unnachgiebige Haltung gegenüber den deutschen Besatzern Norwegens im Zweiten Weltkrieg.